# 刘绍武 (1956年)
刘邵武（1956年—），男，山东烟台人，曾任中国公安部治安管理局局长，曾任北京市公安局副局长、北京奥组委安保部部长，博士学位，2009年4月成为人民大学法学院教授。